# 汉鼎信息科技股份有限公司
汉鼎信息科技是位于杭州的一家从事信息化专业服务和智能化专业服务的智慧城市综合服务商，80后浙江大学毕业生王麒诚2002年创办。

## 发展历史
- 筹建成立：2002年11月，浙江汉鼎科技发展有限公司，以计算机系统集成，软件开发和建筑智能化建设为主营业务。
- 业绩提升：2005年，在资金实力、团队建设、业务经营方面都大幅提升，当年度的销售收入迈入5000万元大关。
- 明确主营：2006年，明确了公司的主营业务为信息化建设。
- 完成更名：2006年6月，更名为浙江汉鼎建设有限公司。
- 业绩飞跃：2008年，公司当年合同额突破2.3亿元大关。
- 股份改造：2009年2月，增资至6000万元。经国家工商总局审批，公司完成了股份制和集团化改造。
- 组建集团：2009年7月，正式组建无区域集团汉鼎建设集团股份有限公司。
- 强化主营：2010年，公司专注于信息化和智能化领域，公司更名为汉鼎信息科技股份有限公司。
- 成功上市：2012年3月，公司于深交所创业板成功上市，股票简称：汉鼎股份，股票代码：300300。

## 荣誉
- 2012福布斯中国最具潜力非上市公司第13名
- 2013福布斯中国潜力上市公司100强第11名[1]